# Mimosa Willamo
Mimosa Helena Willamo (* 1994 in Espoo) ist eine finnische Schauspielerin.

## Leben
Mimosa Willamo wuchs als eines von fünf Kindern in einem bilingualen Haushalt auf. Während ihr Vater mit den Kindern nur Schwedisch sprach, sprach sie mit ihrer Mutter Finnisch.
Willamo gab ihr Schauspieldebüt in der Kinderfernsehserie Jesus & Josefine. Sie verkörperte mit der Darstellung der Josefine eine der Hauptrollen. Nach sieben Jahren ohne weitere Rollen war sie ab 2010 in über 30 weiteren Film- und Fernsehproduktionen zu sehen. Für ihre Leistungen wurde sie bisher drei Mal für einen Jussi nominiert, wovon sie zwei Mal eine Auszeichnung erhielt. Für ihre Darstellung der Tiina „Takku“ Kurhinen in der von Antti Heikki Pesonen inszenierten Komödie Päin seinää wurde sie als Beste Nebendarstellerin und für ihre Rolle der titelgebenden Tuuli Aurora Ruikka in dem Liebesfilm Aurora als Beste Hauptdarstellerin ausgezeichnet.
Willamo spielte in dem 2016 veröffentlichten und von Taneli Mustonen inszenierten Horror-Thriller Lake Bodom eine der Hauptrollen. Für ihre Darstellung der Nora wurde sie beim Jussi als Beste Hauptdarstellerin nominiert und beim Screamfest Horror Film Festival 2016 als Beste Schauspielerin ausgezeichnet.

## Filmografie
- 2003: Jesus & Josefine (Fernsehserie, 24 Folgen)
- 2014: Päin seinää
- 2016: Lake Bodom (Bodom)
- 2018–2021: Deadwind (Karppi, Fernsehserie, 21 Folgen)
- 2019: Aurora
- 2020: Box 21 (Schwedische Fernsehserie, 6 Folgen)
- 2021: Das Geheimnis der versunkenen Yacht (Pertsa & Kilu)
- 2022: Memory of Water (Veden vartija)
- 2022: Sisu